# ВІЛ серед ЧСЧ та транс-людей в Україні
Чоловіки, які практикують секс із чоловіками (ЧСЧ), належать до уразливих стосовно ВІЛ груп. За даними ЮНЕЙДС,  імовірність ВІЛ-інфікування чоловіків, що практикують одностатевий секс, приблизно в 20 разів перевищує аналогічний показник для загального населення. Показники ВІЛ-інфекції серед людей, тих, що змінили свою статеву приналежність, варіюють від 8 до 68 % залежно від країни або регіону.

## Загальний огляд епідемії ВІЛ в Україні
У країнах Східної Європи та Центральної Азії розвиток епідемії ВІЛ триває, причому Україна посідає одне з перших місць у регіоні за темпами поширення ВІЛ-інфекції. За оціночними даними на початок 2018 року в Україні мешкало 240 тис. людей, що живуть з ВІЛ (ЛЖВ). Поширеність ВІЛ серед населення віком від 15 до 49 років у 2017 році становить 0,9 %. Останніми роками має місце збільшення кількості осіб з уперше в житті встановленим діагнозом ВІЛ-інфекції: 18194 особи у 2017 році, 17066 у 2016 році, 15869 у 2015 році. Серед нових випадків інфікування ВІЛ переважають чоловіки, а також особи віком 25–49 років. Протягом останнього десятиліття серед уперше зареєстрованих випадків ВІЛ-інфекції спостерігається тенденція до зниження частки молодих людей у віці 15–24 років та збільшення частки осіб від 50 років та старше.
Епідемія ВІЛ залишається сконцентрованою у ключових та найбільш уразливих групах населення, зокрема — серед людей, які вживають наркотики ін'єкційно (ЛВНІ), осіб, які надають сексуальні послуги, чоловіків, які мають секс із чоловіками (ЧСЧ). До груп підвищеного ризику щодо інфікування ВІЛ в Україні віднесено також статевих партнерок і партнерів ЛВНІ, клієнтів осію комерційного сексу, статевих партнерок ЧСЧ, натомість трансґендери та ув'язнені групами підвищеного ризику донині не визнаються.
За результатами біоповедінкових досліджень (IBBS), проведених у 2017—2018 рр. серед ключових та найбільш уразливих груп населення, поширеність ВІЛ серед ЛВНІ складає 22,6 %, ЧСЧ — 7,5 %, ОСП — 5,2 %, серед ув'язнених — 7,6 %. До 2008 року в Україні (за результатами реєстрації нових випадків ВІЛ-інфекції, але не фактично в епідемічному процесі), домінував парентеральний шлях передачі ВІЛ при вживанні ін'єкційних наркотиків, проте останніми роками домінує статевий, переважно при гетеросексуальних контактах, останній дедалі стає більш значущим. У структурі шляхів передачі ВІЛ питома вага статевого шляху передачі ВІЛ невпинно зростала та в 2017 році становила 73,8 %.
Епідемічна ситуація додатково ускладнюється через гуманітарну кризу всередині країни у зв'язку з анексією Криму та військовими діями Російської Федерації на Сході України, що призвело до збільшення числа внутрішньо переміщених осіб з областей, які найбільше постраждали від епідемії ВІЛ. Кількість ВІЛ-позитивних людей, які прибули з населених пунктів, на території яких органи державної влади тимчасово не здійснюють свої повноваження, та станом на початок 2018 року перебувають на обліку у лікувальних закладах в інших регіонах України, становить 1473 осіб (на початок 2017 року — 1614 осіб), з них 1025 осіб (69,6 %) прибули з Донецької області, 328 осіб (22,3 %) — з Луганської області та 120 осіб (8,1 %) — з АР Крим.
На розвиток епідемії ВІЛ також впливає і міграція. Згідно з даними офіційної статистики, у 2017 році зареєстровано більше 14 млн в'їздів іноземних громадян, які в'їхали в Україну на короткі та довготривалі терміни перебування (включно з одноденними відвідувачами) і найбільше з Молдови (4,4 млн в'їздів) та Білорусі (2,7 млн в'їздів). Громадяни України виїжджали за кордон майже вдвічі більше — понад 26 млн виїздів і найбільше до Польщі (9,9 млн виїздів), Російської Федерації (4,3 млн виїздів) та Угорщини (3,1 млн виїздів).

## ВІЛ-інфекція та ІПСШ серед ЧСЧ
Оціночна чисельність ЧСЧ в Україні складає 181,5 тис. осіб. До регіонів з найбільшою чисельністю ЧСЧ належать м. Київ та Донецька область. За іншими оцінками (кількість профілів користувачів мобільного додатку для ґей-знайомств Hornet (dating app), чию ґеопозицію зарестровано в Україні станом на 2018 р.) чисельність ЧСЧ складає принаймні 242,67 тис. осіб.
Поширеність ВІЛ-інфекції серед ЧСЧ протягом останніх років зростала. Згідно з результатами IBBS 2018 року, поширеність ВІЛ серед ЧСЧ становить 7,5 % (95 % ДІ: 6,8-8,2 %), що статистично не відрізняється від показника 2016 року — 8,5 % (95 % ДІ: 7,7-9,4 %).
Результати IBBS 2018 року демонструють місцеві особливості поширеності ВІЛ серед ЧСЧ. Так, найвища поширеність ВІЛ серед ЧСЧ зафіксована у містах Донецьк (22,8 %), Черкаси (14,3 %), Одеса (13 %), Миколаїв (7,3 %) та Київ (7,1 %).
У порівнянні з попередніми IBBS, збільшилась поширеність ВІЛ серед ЧСЧ віком до 24 років включно — з 5 % (95 % ДІ: 3,8-6,0 %) у 2016 році до 6,7 % (95 % ДІ: 5,7-7,8 %) у 2018 році. Як і раніше, вища поширеність ВІЛ спостерігається серед старшої вікової групи — ЧСЧ віком від 25 років, у 2018 році цей показник склав 8 % (95 % ДІ: 7,1-8,9 %), у 2016 році — 10 % (95 % ДІ: 9,3-11,5 %).
В рамках попереднього IBBS 2016 року вимірювалась поширеність інфекцій, що передаються статевим шляхом (ІПСШ): поширеність гепатиту С серед ЧСЧ склала 4,2 %, гепатиту В — 2,7 %, сифілісу — 3 %.
Кількість офіційно зареєстрованих нових випадків передачі ВІЛ-інфекції гомосексуальним шляхом в країні щорічно зростала — з 20 випадків у 2005 році до 508 у 2017 році. Проте, і сьогодні існує суттєве недоврахування випадків інфікування ВІЛ гомосексуальним шляхом через закритість групи та прихований характер епідемії ВІЛ в спільноті. Оціночна чисельність ЧСЧ, які живуть з ВІЛ-інфекцією, в Україні складає 13553 осіб. Варто також відзначити високі показники поширеності ВІЛ серед ЧСЧ в сусідніх країнах: Туреччина — 12,7 % (Стамбул), Румунія — 11,4 %, Білорусь — 9,8 %, Молдова — 9 % (Кишинів), Російська Федерація — 7,1 % (Москва) та 22,8 % (Санкт-Петербург), Польща — 7,2 %, Угорщина — 4 %.

## ВІЛ-інфекція та ІПСШ серед трансґендерів
Оціночна чисельність транс-людей в Україні складає 8400 осіб (інтервал від 3400 до 14000).
В 2017 році було проведено дослідження поведінки та потреб трансґендерів в послугах з профілактики ВІЛ-інфекції/СНІДу в Україні, що є одним з найбільш масштабних досліджень в регіоні Східної Європи та Центральної Азії. Згідно з результатами дослідження, в якому взяли участь трансґендерні жінки та чоловіки, а також люди з іншими видами ґендерної ідентичності, поширеність ВІЛ серед трансґендерів може складати 21 %. Поширеними також є і ІПСШ. Майже половина (48 %) трансґендерів мали ІПСШ протягом останнього року. 83 % лікувались самостійно, не звертаючись за медичною допомогою лікарів. Серед тих, хто не звертався по допомогу, 26 % зазначили, що бояться поганого ставлення лікарів та 22 % не знають, до кого звернутись та не знають компетентних лікарів.
Пізніше та більш професійне дослідження не підтвердило цих високих цифр. Так, поширеність ВІЛ серед транс-жінок склала 2 %, а серед транс-чоловіків ВІЛ-позитивних осіб не виявлено. За результатами тестування трансгендерних жінок, виявлено антитіла до вірусного гепатиту В у 2,1 %, вірусного гепатиту С — у 1,4 %, та сифілісу — у 2,6 % респонденток. За самодекаруванням, трансгендерні жінки вказали, що хворіли або хворіють на наступні захворювання: сифіліс — 1,1 %, гепатит В — 0,6 %, гепатит С — 0,2 %. Серед трансгендерних чоловіків, за самодекларуванням, та за результатами тестування виявлено антитіла до вірусного гепатиту С — 2,0 %.

## Практики безпечної сексуальної поведінки серед ЧСЧ
У порівнянні з попередніми IBBS серед ЧСЧ, згідно з результатами 2018 року використання презерватива під час останнього анального контакту стало більш популярним: 78 % (95 % ДІ: 76,6-78,8 %) у 2018 році проти 71 % (95 % ДІ: 69,5-72,3 %) у 2016 році.
Частіше користуються презервативом під час останнього статевого контакту з постійним сексуальним партнером: 71 % (95 % ДІ: 69,1-72,3 %) у 2018 році проти 62-67 % у попередні роки.
Третина ЧСЧ (37 %) мали останній сексуальний контакт з випадковим партнером і 87 % використовували презерватив, що відповідає рівню 2016 року (88 %) та краще результатів IBBS попередніх років. Натомість за результатами 2018 року дещо знизилось використання презерватива під час останнього сексуального контакту з комерційним сексуальним партнером, якому давали винагороду за секс — 83 % (95 % ДІ: 75,3-88,2 %) у 2018 році проти 88-93 % у 2011—2016 рр. та з комерційним партнером, який давав винагороду за секс — 71 % (95 % ДІ: 64,9-79,8 %) у 2018 році проти 76–80 % у 2011—2016 рр..
|                                                        | 2011 | 2013 | 2016 | 2018 |
| ------------------------------------------------------ | ---- | ---- | ---- | ---- |
| Постійний партнер                                      | 62   | 63   | 67   | 71   |
| Випадковий партнер                                     | 78   | 83   | 88   | 87   |
| Комерційний партнер, якому респондент давав винагороду | 89   | 93   | 89   | 83   |
| Комерційний партнер, який респонденту давав винагороду | 76   | 76   | 80   | 71   |

Частка ЧСЧ, які користуються презервативами постійно, за результатами IBBS останніх років, стабільна, і становить у 2018 році 58 % (95 % ДІ: 56,7-59,5 %).
Результати IBBS 2018 року свідчать про значне зниження постійного використання презерватива з комерційними партнерами: якому давали винагороду за секс (43 % у 2018 році проти 58-80 % у 2011—2016 рр.) та який давав винагороду за секс (56 % у 2018 році проти 60-70 % у 2013—2016 р.). Натомість, за результатами 2018 року використання презерватива з постійним партнером стало регулярнішим, а з випадковим партнером статистично не відрізняється від рівня 2016 року.
|                                                        | 2011 | 2013 | 2016 | 2018 |
| ------------------------------------------------------ | ---- | ---- | ---- | ---- |
| Постійний партнер                                      | 45   | 46   | 49   | 53   |
| Випадковий партнер                                     | 79   | 59   | 69   | 67   |
| Комерційний партнер, якому респондент давав винагороду | 79   | 58   | 80   | 43   |
| Комерційний партнер, який респонденту давав винагороду | 61   | 66   | 70   | 56   |

Бісексуальна орієнтація, яку мають 34 % ЧСЧ, створює додаткові ризики передання ВІЛ-інфекції жінкам. Згідно з результатами останнього IBBS, 5 % ЧСЧ перебувають в офіційному гетеросексуальному шлюбі. 54 % ЧСЧ мали досвід сексуальних контактів з жінкою. 23 % практикували секс із жінкою протягом останніх 6 місяців. Під час останнього сексуального контакту із жінкою 67 % використовували презерватив. Дослідження показують, що серед тих чоловіків, які мали секс з обома статями протягом останнього місяця, практикували повністю безпечну поведінку лише половина, а 26 % не використовували жодних засобів захисту ані з чоловіками, ані з жінками.

## Поведінкові особливості трансґендерів в контексті ВІЛ-інфекції
Результати «Дослідження поведінки та потреб трансґендерів в послугах з профілактики ВІЛ-інфекції/СНІДу в Україні» 2017 року демонструють високий рівень залученості трансґендерів до секс-послуг: 91 % надавали секс-послуги хоча би одноразово, з них 41 % роблять це постійно, 31 % — іноді. Третина трансґендерів (31 %) використовували презерватив під час останнього сексуального контакту.
64 % трансґендерів протягом останніх 6 місяців мали сексуальні контакти з комерційним партнером (який давав винагороду за секс), 21 % — з випадковим партнером. Найменше використовували презерватив з комерційним партнером, який давав секс за винагороду — 69 % мали незахищений статевий контакт хоча би раз протягом останніх 6 місяців.

## Послуги з профілактики ВІЛ серед ЧСЧ та трансґендерів
Заходи з профілактики ВІЛ передбачені Загальнодержавною цільовою соціальною програмою протидії ВІЛ-інфекції на 2014—2018 рр. Програма передбачає надання комплексних профілактичних послуг ЧСЧ на базі громадських організацій, мобільних пунктів та амбулаторій.
Втім, цільові показники та заходи з профілактики ВІЛ у програмі визначені лише серед ЧСЧ, а щодо трансґендерних осіб — відсутні.
Програми протидії ВІЛ-інфекції та СНІДу впроваджуються в Україні за державні та донорські кошти. Найбільшим донором є Глобальний фонд для боротьби зі СНІДом, туберкульозом та малярією (ГФ).
В рамках фінансування від ГФ неурядові організації (НУО) надають ЧСЧ та трансґендерам мінімальний пакет послуг, що включає видачу презервативів та консультацію, а також базовий пакет послуг, що, зокрема, включає: консультацію, видачу профілактичних матеріалів, як-от презервативи та лубриканти, тестування на ВІЛ, вірусний гепатит С, гепатит В (тільки ЧСЧ), сифіліс, скринінг на туберкульоз, навігація клієнта з позитивним результатом швидкого тесту на ВІЛ, видача тестів для самотестування партнерів. Також НУО надають інші послуги — вакцинацію від вірусного гепатиту В, консультації дружніх спеціалістів, як-от юристів, психологів, групи підтримки тощо. Неурядові організації надають ЧСЧ послуги з профілактики інфікування ВІЛ із широким застосуванням методу «рівний — рівному».
Послуги доступні як на базі стаціонарних пунктів та ком'юніті-центрів для ЧСЧ, так і в місцях звичного для ЧСЧ перебування поза інфраструктурою ВІЛ-сервісних організацій, зокрема в гей-закладах дозвілля. Крім цього, проводиться аутрич-робота в мережі інтернет та смартфон-додатках, якими користується значна кількість геїв та бісексуалів для пошуку партнерів. Згідно з результатами біоповедінкового дослідження 2018 року ЧСЧ найбільше знаходили партнерів протягом останніх 6 місяців через сайти знайомств (44 %), друзів/знайомих (43 %), соціальні мережі (39 %), мобільні додатки (34 %), у клубах, барах, саунах та інших місцях відпочинку (17 %).
З грудня 2017 року в Україні розпочато демонстраційний проект з впровадження PrEP (доконтактна профілактика), завдяки якому 100 охочих з числа ЧСЧ та трансґендерних жінок зможуть безкоштовно отримати річний курс PrEP, консультації лікарів та соціальних працівників, медичні обстеження раз на три місяці, вакцинацію від гепатиту В.
Охоплення профілактичними програмами, що підтримуються ГФ, щороку зростає, проте від оціночної кількості ЧСЧ (181,5 тис. осіб), наразі, охоплено менше третини: протягом 2017 року охоплено мінімальним пакетом профілактичних послуг 24 % ЧСЧ від оціночної кількості (в тому числі і трансґендери), у 2016 році — 22 %, у 2015 році — 19 %.
За даними моніторингу реалізації програми ГФ у 2017 році було охоплено профілактикою щодо ВІЛ-інфекції 42881 ЧСЧ та 595 трансґендерів (у 2016 році 38764 та 69 відповідно). Послуги для ЧСЧ за кошти ГФ у 2017 році надавали 23 НУО.
Послуги з профілактики ВІЛ націлені більше на ЧСЧ, аніж на трансґендерів. Через обмежену кількість медичних працівників, які розуміють специфіку роботи з трансґендерами, мають толерантне ставлення до групи та можуть надавати цільові якісні послуги, надання послуг трансґендерам в контексті профілактики ВІЛ-інфекції ускладнюється.
Результати досліджень демонструють, що існує прогалина в забезпеченні та наданні специфічних послуг, які були б орієнтовані на трансґендерів та відповідали би їхнім потребам. Більшість трансґендерів (88 %) не користуються послугами ВІЛ-сервісних НУО і лише 5 % звертаються до тих НУО, які працюють з ЧСЧ. Серед причин того, чому трансґендери не користуються послугами ВІЛ-сервісних НУО, є — некомпетентність персоналу НУО щодо специфічних питань, які стосуються трансґендерів (26 %), відсутність необхідних послуг (21 %), незнання респондентів щодо діяльності подібних НУО (21 %), а також недовіра до персоналу НУО (18 %).
В цілому, трансґендери мають значну потребу в таких послугах як, консультації щодо гормонотерапії, зміни статі й інших медичних питань, інформацію стосовно захисту від проявів насильства у зв'язку з ґендерною ідентичністю.
В Україні існує спеціальна процедура зі зміни/корекції статевої належності. З 2016 року в Україні діє Уніфікований клінічний протокол первинної, вторинної (спеціалізованої) та третинної (високоспеціалізованої) медичної допомоги «Ґендерна дисфорія», який визначає процедуру корекції статі та Адаптована клінічна настанова, заснована на доказах «Ґендерна дисфорія» (у 2017 році підготовлено проект нової редакції клінічної настанови, наразі не затверджений). Проте процедура зміни статі лишається тривалою та складною.

## Тестування на ВІЛ-інфекцію серед ЧСЧ та трансґендерів
Послуги з тестування на ВІЛ ЧСЧ та трансґендери можуть отримати в Центрах СНІДу, кабінетах «Довіра» та інших лікувально-профілактичних установах. Однак ЧСЧ та трансґендери здебільшого отримують послуги через неурядові організації. Дані IBBS свідчать, що 40 % серед тих ЧСЧ, хто звертався за проходженням тестування на ВІЛ, пройшли тест в НУО. Більшість трансґендерів (58 %) проходили тестування на ВІЛ у приватних клініках і також в НУО (28 %). Крім цього, для будь-кого, в тому числі і для ЧСЧ та трансґендерів, в Україні доступне самостійне тестування на ВІЛ — швидкі тести на ВІЛ можна купити в аптеках.
Результати IBBS 2018 року демонструють незадовільний рівень тестування на ВІЛ серед ЧСЧ: лише 43 % ЧСЧ пройшли тестування на ВІЛ протягом останніх 12 місяців та знають свої результати. У порівнянні з 2016 роком, показник значно зменшився, проте лишився на рівні 2011—2013 рр.
Відсутність мотивації до проходження тестування, впевненість в своїй безпечній поведінці, незнання, до кого звернутись, та страх розголошення свого ВІЛ-статусу — є найпопулярнішими причинами уникнення тестування на ВІЛ серед тих ЧСЧ, хто не проходив тест на ВІЛ.
Серед трансґендерів лише третина (32 %) знають свій ВІЛ-статус та лише 29 % проходили тестування на ВІЛ за останній рік. Ті, хто не проходив тестування на ВІЛ протягом останніх 12 місяців, не робили це через страх, що вони зазнають дискримінації у випадку отримання позитивного результату тесту на ВІЛ, впевненість в тому, вони навряд чи могли інфікуватись ВІЛ, страх дізнатись власний ВІЛ-статус та побоювання щодо поганого ставлення лікарів.

## Роль спільнот в подоланні епідемії ВІЛ
Ключова група ЧСЧ на соціальному та політичному рівнях репрезентована українською гей-спільнотою, яка демонструє високий рівень проактивності та демонструє готовність брати участь у ключових процесах, пов'язаних із відповіддю на поширення ВІЛ серед ЧСЧ.
Зокрема, гей-спільнота представлена в координаційному механізмі країни — Національній раді з питань протидії туберкульозу та ВІЛ-інфекції/СНІДу — та обох її комітетах — з регіональної політики та з програмних питань. Відповідно, представники ключової групи ЧСЧ (гей-спільноти) беруть участь в координації заходів на державному рівні щодо зупинення епідемії ВІЛ-інфекції серед ЧСЧ, інформують ЛГБТ- та ЧСЧ-сервісні організації і окремих гей-активістів щодо роботи координаційного механізму країни та можливостей залучення спільноти, а також збирають думки представників спільноти з питань, що стосуються про- грамної стратегії та послуг у сфері протидії поширенню ВІЛ, зокрема, щодо проекту Загальнодержавної цільової соціальної програми протидії ВІЛ-інфекції/СНІДу на 2019—2023 роки, розроблення якої триває станом на листопад 2018 р.
Також представники ключової групи ЧСЧ та ЛГБТ-організацій входять до складу низки обласних і міських рад з питань протидії туберкульозу та ВІЛ-інфекції/СНІДу.
ЛГБТ-спільнотою регулярно ініціюються заходи для розвитку та посилення впливу спільноти. Наприклад, для зміцнення потенціалу та консолідації ЛГБТ-руху, розвитку сервісів для ключової групи ЧСЧ (гей-спільноти) та напрацювання стратегій ЛГБТ-руху в Україні щорічно з 2008 року проводяться Національні ЛГБТ-конференції (у жовтні 2018 року відбулась 11-та).
Спільнота трансґендерів наразі не представлена в національному чи місцевих координаційних механізмах відповіді на поширення ВІЛ, проте станом на кінець 2018 року тривають процеси з інституційного включення трансґендерів до офіційного переліку «груп підвищеного ризику щодо інфікування ВІЛ» та надання трансґендерам квоти в Національній ради з питань протидії туберкульозу та ВІЛ-інфекції/СНІДу.
У співпраці з Міністерством охорони здоров'я з 2015 року проведено дві міжнародні конференції щодо трансґендерності в Україні.

## Інфраструктурні та методологічні інновації у роботі з ЧСЧ
Окрім мінімального профілактичного пакету послуг, НУО впроваджують низку заходів з попередження інфікування ВІЛ з використанням інтерактивних, сучасних засобів. Наприклад, впроваджується інноваційна кампанія залучення до тестування і консультування ЧСЧ (онлайн-ресурс) Get Test, який надає гей-спільноті інформацію про можливість пройти тестування на ВІЛ/ІПСШ в дружніх пунктах в 17 регіонах України, а також містить цікаву інформацію про чоловіче здоров‘я та культурне життя. Також впроваджується проект Friendly Doctor — «розумна» електронна система пошуку найближчого дружнього лікаря.
Протягом 2013—2015 рр. за підтримки проекту USAID RESPOND в Україні мало місце пілотування інтервенції, розробленої у США: mPowerment — програма профілактики ВІЛ серед молодих геїв та бісексуальних ЧСЧ (віком 18-29 років), яка націлена на зміну ризикованої поведінки ЧСЧ, і за якої тестування на ВІЛ та профілактика виступають частиною широкого спектра заходів, в яких зацікавлена спільнота ЧСЧ. Дослідження з ефективності впровадження mPowerment показало, що завдяки інтервенції вдалось досягти позитивних змін у поведінці ЧСЧ, які були учасниками програми, зокрема, щодо кількості сексуальних партнерів, використання презерватива та тестування на ВІЛ.
Соціально-політична ситуація в країні визначила потребу в започаткуванні НУО особливо актуальних послуг. Зокрема, громадською організацією «Інсайт» було створено проект «Шелтер» у 2014 році, який має на меті надання безкоштовного тимчасового житла в Києві (до трьох місяців) ЛГБТ-переселенцям/переселенкам із зони військового конфлікту та з окупованих територій для соціалізації в столиці, пошуку житла та роботи. З 2016 року проект охоплює і тих, хто опинився у складних життєвих обставинах, здебільшого через прояви гомофобії або трансфобії. Шелтером для ЛГБТ скористались 77 осіб з часу його відкриття. ГО «Альянс. Глобал» спільно з іншими НУО та ініціативними групами (ВГО «Гей-Форум України», Асоціація ЛГБТ «ЛІГА» тощо) виступає провідним суб'єктом впровадження на місцевому рівні MSMIT — міжнародного керівництва з реалізації комплексних програм зі значимою участю ЧСЧ у відповідь на поширення ВІЛ та ІПСШ, за ресурсного та технічного сприяння неурядової організації MPact («Global Action for Gay Men's Health and Rights»), раніше відомої як Глобальний форум з питань ЧСЧ та ВІЛ, а також Євразійської коаліції з чоловічого здоров'я (ЄКОМ).

## Дискримінація та стигматизація ЧСЧ та трансґендерів як бар'єри доступу до ВІЛ-сервісу
Високий рівень суспільної гомофобії та трансфобії в Україні призводить до того, що більшість ЛГБТ у країні ведуть закритий спосіб життя, приховуючи свою сексуальну орієнтацію або ґендерну ідентичність. Це значно ускладнює надання послуг ВІЛ-сервісу ключовим групам ЧСЧ і трансґендерів, а також справляє негативний вплив на стан їхнього психічного та фізичного здоров'я, в цілому.
Негативне ставлення суспільства до гомосексуальності призводить до розвитку внутрішньої гомофобії. Дослідження інтерналізованої гомонегативності (внутрішньої гомофобії) продемонструвало, що в Україні рівень внутрішньої гомофобії складає 2,2, що означає, що, здебільшого ЧСЧ схильні сприймати свою гомосексульність, проте все ж присутнє і негативне сприйняття своєї сексуальної орієнтації. В свою чергу, внутрішня гомофобія виступає бар'єром на шляху до тестування на ВІЛ, а також охоплення послугами з профілактики ВІЛ.
Найчастіше ЧСЧ та трансґендери при звертанні за медичними послугами стикаються з осудженням та стигматизуючим ставленням через їхню сексуальну орієнтацію та/або ґендерну ідентичність. Поширені випадки відмови від надання послуг, або їх надання в неповному або неякісному вигляді. Часто мають місце розголошення лікарями особистої інформації, в тому числі і щодо сексуальної орієнтації та ґендерної ідентичності.
Для трансґендерів особливим бар'єром також є правове визнання змін у ґендерному статусі. Це чинить негативний вплив на усі сфери їхнього життя. При отриманні медичних послуг це виявляється, наприклад, в тому, що відсутня можливість реєстрації карти пацієнта в медичному закладі, яка відповідала би їхньому ґендеру, а медична допомога, загалом, більше орієнтована на певну стать, аніж на ґендер.
Зазначені бар'єри є факторами, які впливають на наміри та мотивацію ЧСЧ та трансґендерів звертатись за медичною допомогою, відкрито говорити про свою сексуальну орієнтацію та ґендерну ідентичність, а також ВІЛ-статус. Несвоєчасне звернення за послугами може бути наслідком пізнього виявлення захворювань, в тому числі ВІЛ та ІПСШ. Таким чином, ЧСЧ та трансґендери зазнають порушення своїх прав, зокрема, свого права на здоров'я.
ВІЛ-сервісними НУО та організаціями, заснованими на значимій участі спільнот, впроваджуються проекти щодо захисту прав ЧСЧ та трансґендерів, ведеться моніторинг випадків порушення прав з наданням відповідних юридичних консультацій. Зокрема, на початку 2018 року в Україні створено Національний ЧСЧ-консорціум (у складі ГО «Альянс. Глобал», ВГО «Гей-Форум України», ГО «Асоціація ЛГБТ „ЛІГА“»), який працює задля розширення участі гей-спільноти в заходах у відповідь на поширення ВІЛ серед ЧСЧ та захисту й просування прав і свобод людини для ЛГБТ на національному й субнаціональному рівнях.
2012 року започатковано щорічний правозахисний комплекс заходів «КиївПрайд», у рамках якого щороку ініціюється проведення Маршу Рівності за права людини для ЛГБТ. Перший такий Марш Рівності відбувся 2013 року за участю кількох десятків активістів і активісток, натомість Марш 2018 року зібрав уже декілька тисяч осіб. Водночас, проведення «КиївПрайду» в цілому та Маршів Рівності зокрема щоразу зіштовхується з гомофобним впливом радикально налаштованої частини суспільства, і тому в 2012 і 2014 роках Марші у вуличному форматі скасовувались. Аналогічні публічні заходи — Марші Рівності — станом на 2018 рік проводяться також в Одесі та Кривому Розі (Дніпропетровська обл.).
Будь-які публічні ЛГБТ-акції мали й мають наслідком сплеск гомофобної реакції, але чим далі, тим слабшою стає така реакція і тим більшого розуміння й підтримки від суспільства в цілому вдається досягти. Водночас, навколо гомофобної риторики консолідуються традиціоналістські, ультранаціоналістичні й проросійські угруповання.